# Parigi-Roubaix 1944
La Parigi-Roubaix 1944, quarantaduesima edizione della corsa, fu disputata il 9 aprile 1944, per un percorso totale di 250 km. Fu vinta dal belga Maurice Desimpelaere giunto al traguardo con il tempo di 6h09'57" alla media di 40,540 km/h davanti a Jules Rossi e Louis Thiétard.
Presero il via da Parigi 172 ciclisti, 89 di essi tagliarono il traguardo a Roubaix.

## Ordine d'arrivo (Top 10)
| Pos. | Corridore            | Squadra          | Tempo    |
| ---- | -------------------- | ---------------- | -------- |
| 1    | Maurice Desimpelaere | Alcyon-Dunlop    | 6h09'57" |
| 2    | Jules Rossi          | Alcyon-Dunlop    | s.t.     |
| 3    | Louis Thiétard       | Metropole-Dunlop | s.t.     |
| 4    | Raymond Goussot      | -                | s.t.     |
| 5    | Georges Claes        | Trialoux-Wolber  | s.t.     |
| 6    | Emiel Faignaert      | Michard          | s.t.     |
| 7    | Alvaro Giorgetti     | -                | s.t.     |
| 8    | Amedee Rolland       | -                | s.t.     |
| 9    | Manuel Huguet        | -                | s.t.     |
| 10   | Lucien Vlaemynck     | Alcyon-Dunlop    | s.t.     |